# Owariola panoistyczna
Owariola panoistyczna – typ owarioli.
Cechy charakterystyczne owarioli panoistycznej to:
- niewielkie germaria zawierające nieliczne komórki płciowe;
- całkowite podziały mitotyczne oogoniów w wyniku czego wszystkie oogonia różnicują się w oocyty;
- oocyty diktiotenowe w czasie wędrówki z germarium do witelarium są otaczane przez komórki folikularne, dzięki czemu pęcherzyki jajnikowe zbudowane są z oocytu i nabłonka folikularnego;
- jądra oocytów są duże, pęcherzykowate, transkrypcyjnie aktywne, często zawierają chromosomy szczoteczkowe oraz silnie rozwinięte jąderka.